# Pyrestes
Pyrestes is een kevergeslacht uit de familie van de boktorren (Cerambycidae). De wetenschappelijke naam van het geslacht werd voor het eerst geldig gepubliceerd in 1857 door Pascoe.

## Soorten
Pyrestes omvat de volgende soorten:
- Pyrestes bicolor Gressitt & Rondon, 1970
- Pyrestes birmanica Gahan, 1894
- Pyrestes curticornis Pic, 1923
- Pyrestes densatus Holzschuh, 1998
- Pyrestes dohertii Gahan, 1906
- Pyrestes eximius Pascoe, 1857
- Pyrestes festus Holzschuh, 1998
- Pyrestes forticornis Pic, 1923
- Pyrestes haematicus Pascoe, 1857
- Pyrestes hypomelas Fairmaire, 1887
- Pyrestes inaequalicollis Hayashi, 1962
- Pyrestes longicollis Pic, 1953
- Pyrestes miniatus Pascoe, 1857
- Pyrestes minima Gressitt & Rondon, 1970
- Pyrestes nigricollis Pascoe, 1866
- Pyrestes nigrosuturalis Holzschuh, 1991
- Pyrestes nipponicus Hayashi, 1987
- Pyrestes nitidicollis Holzschuh, 1991
- Pyrestes pascoei Gressitt, 1939
- Pyrestes politus Pascoe, 1866
- Pyrestes praeceps Holzschuh, 2005
- Pyrestes pyrrhus Gahan, 1906
- Pyrestes quinquesignatus Fairmaire, 1889
- Pyrestes rectipes Holzschuh, 2005
- Pyrestes rudis Holzschuh, 2005
- Pyrestes rufipes Pic, 1923
- Pyrestes rugicollis Fairmaire, 1899
- Pyrestes rugosa Gressitt & Rondon, 1970
- Pyrestes scapularis Pascoe, 1866
- Pyrestes virgatus Pascoe, 1866
- Pyrestes yayeyamensis Hayashi, 1972